# Mauricio Quintanilla
Mauricio Quintanilla Villalobos (San Salvador; 19 de enero de 1954) es un futbolista salvadoreño retirado.

## Trayectoria
Apodado el Chino, comenzó su carrera en el Atlante San Alejo de la Segunda División y luego se unió a la UES, a los 19 años. También jugó para el equipo guatemalteco Xelajú y el gigante salvadoreño Águila.

## Selección nacional
Representó a El Salvador en cuatro partidos del Campeonato de Naciones de la Concacaf 1981. Se quedó fuera de la Copa Mundial de España 1982.

### Participaciones en Campeonatos Concacaf
| Copa                                       | Sede     | Resultado  | Part. | Goles |
| ------------------------------------------ | -------- | ---------- | ----- | ----- |
| Campeonato de Naciones de la Concacaf 1981 | Honduras | Subcampeón | 4     | 0     |

## Clubes
| Club                   | País        | Año       |
| ---------------------- | ----------- | --------- |
| Atlante San Alejo      | El Salvador | 1969-1970 |
| Molino de Ataco        | El Salvador | 1970-1973 |
| Universidad            | El Salvador | 1973-1977 |
| Águila                 | El Salvador | 1977-1979 |
| Xelajú Mario Camposeco | Guatemala   | 1979-1982 |
| Universidad            | El Salvador | 1982-1986 |
| Cojutepeque            | El Salvador | 1986-1987 |

## Palmarés

### Títulos nacionales
| Título           | Equipo                 | País        | Año  |
| ---------------- | ---------------------- | ----------- | ---- |
| Liga Nacional    | Xelajú Mario Camposeco | Guatemala   | 1980 |
| Segunda División | Cojutepeque            | El Salvador | 1987 |